# منتخب قبرص لكرة القاعدة
منتخب قبرص لكرة القاعدة هو ممثل قبرص الرسمي في المنافسات الدولية في كرة القاعدة
.